# О-ле-Кромари
О-ле-Кромари́ (фр. Aulx-lès-Cromary) — коммуна во Франции, находится в регионе Франш-Конте. Департамент — Верхняя Сона. Входит в состав кантона Рьоз. Округ коммуны — Везуль.
Код INSEE коммуны — 70036.

## География
Коммуна расположена приблизительно в 330 км к юго-востоку от Парижа, в 17 км северо-восточнее Безансона, в 28 км к югу от Везуля.
Коммуна расположена в долине реки Оньон.

## Население
Население коммуны на 2010 год составляло 143 человека.
| 1962 | 1968 | 1975 | 1982 | 1990 | 1999 | 2010 |
| ---- | ---- | ---- | ---- | ---- | ---- | ---- |
| 73   | 75   | 89   | 113  | 138  | 138  | 143  |

## Администрация
| Период | Период | Фамилия        | Партия | Примечания |
| ------ | ------ | -------------- | ------ | ---------- |
| ?      | 2008   | Жиль Бертен    |        |            |
| 2008   | 2010   | Клод Симон     |        |            |
| 2010   | 2014   | Жан-Поль Рюсси |        |            |

## Экономика

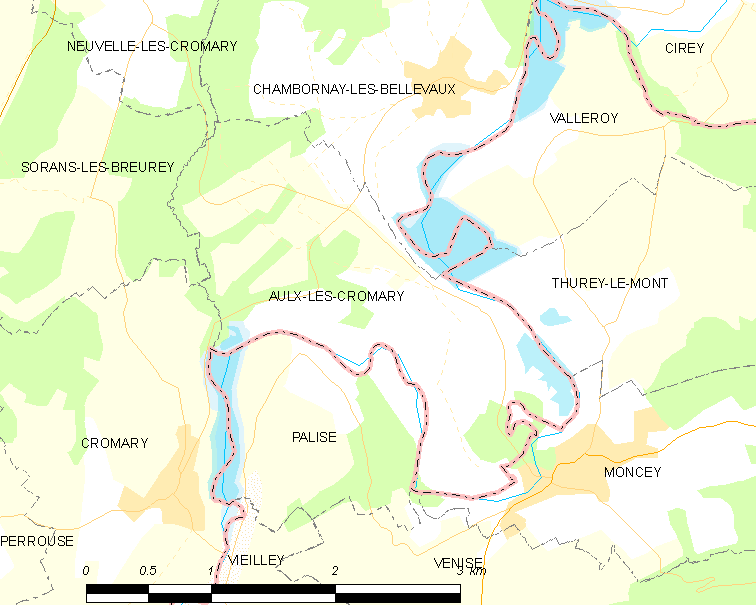
Карта коммуны

В 2010 году среди 94 человек трудоспособного возраста (15—64 лет) 74 были экономически активными, 20 — неактивными (показатель активности — 78,7 %, в 1999 году было 65,1 %). Из 74 активных жителей работали 65 человек (32 мужчины и 33 женщины), безработных было 9 (5 мужчин и 4 женщины). Среди 20 неактивных 5 человек были учениками или студентами, 10 — пенсионерами, 5 были неактивными по другим причинам.